# فیله استریپس
چیکن استریپس یا فیله مرغ سوخاری یک نوع غذای فوری است که از فیلهٔ سینهٔ مرغ موجود در اطراف استخوان سینه و زیر گوشت سینه مرغ تهیه می‌شود. این غذا با غلتاندن فیله‌ها در آرد سوخاری و سپس سرخ کردن آن در روغن داغ، همانند شنیتسل، درست می‌شود.
در آمریکای شمالی ابتدا فیله‌ها را در تخم‌مرغ زده شده می‌خوابانند تا بافتی نرم پیدا کند. این نوع استریپس‌ها در رستوران‌های چینی به عنوان یک پیش‌غذا سرو می‌شود.
در دیگر جاها، از تخم‌مرغ استفاده نمی‌شود تا بافت آن  تردتر و خشک‌تر شود. این نوع استریپس‌ها معمولاً با سس‌های مختلفی سرو می‌شوند. این سس‌ها عبارت‌اند از: کچاپ، سس پنیر آبی، سس رنچ، سس تنوری، خردل عسلی، سس بوفالو وینگز، کره و سیر، سس آلو، سس مایونز با طعم کاری یا هر سس ترش یا شیرین. فیله استریپس را معمولاً در سبدی در کنار سیب‌زمینی سرخ‌کرده و سالاد یا داخل ساندویچی مانند رپ  سرو میکنند و یا مانند برگر با نان گرد به نام زینگر برگر سرو میکنند.